# Leptochilus pothifolius
Leptochilus pothifolius là một loài thực vật có mạch trong họ Polypodiaceae. Loài này được (Buch.-Ham. ex D. Don) Fraser-Jenk. mô tả khoa học đầu tiên năm 2008.